# Cairn di Gavrinis

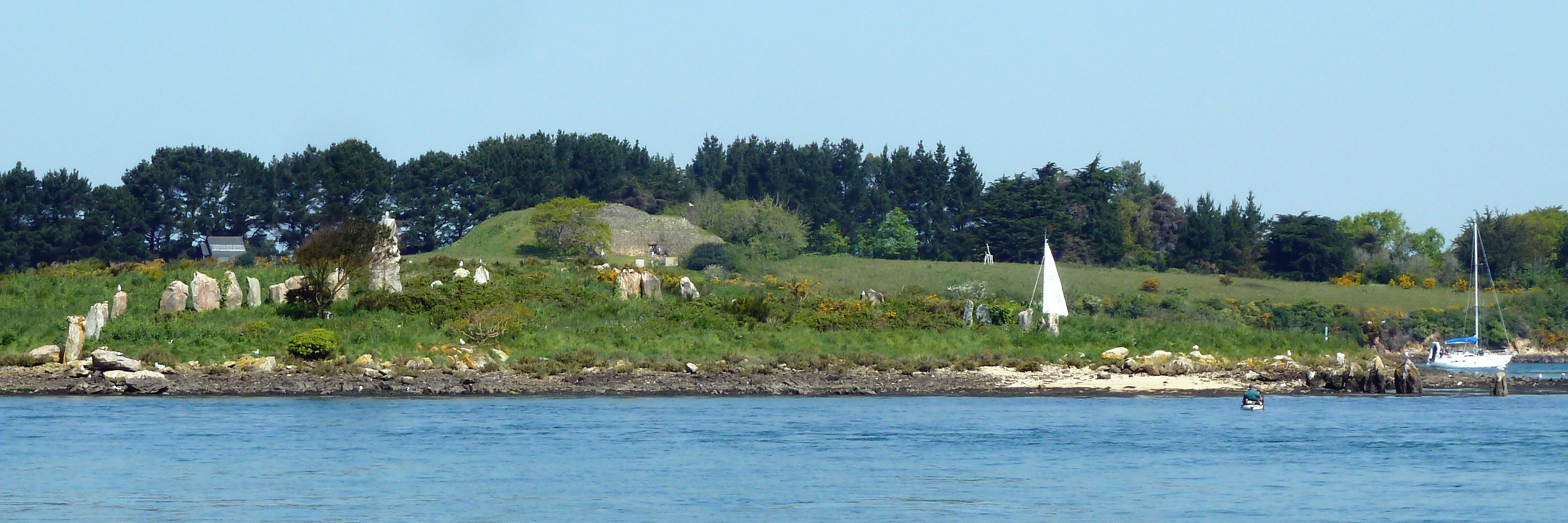
Bretagna: veduta panoramica dell'isola di Gavrinis con il cairn

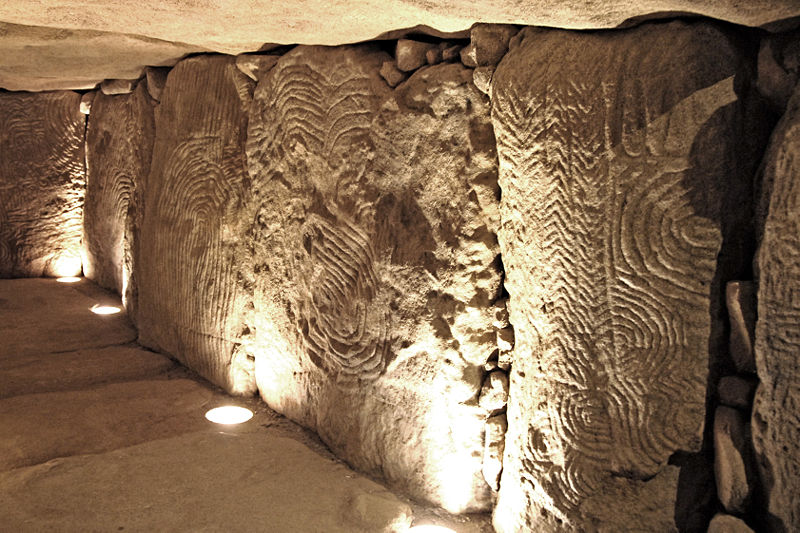
Interno del cairn di Gavrinis

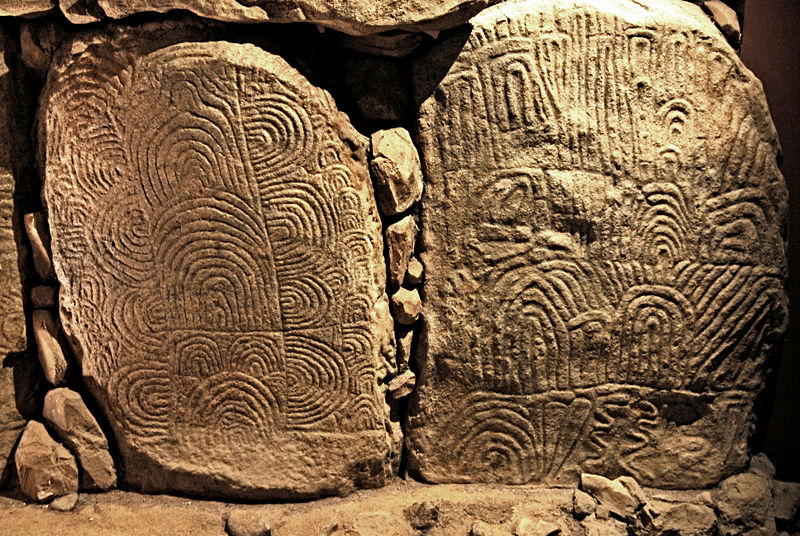
Pietre scolpite all'interno del cairn di Gavrinis

Il cairn (o tumulo) di Gavrinis è un monumento megalitico dell'isola francese di Gavrinis, isola del golfo del Morbihan, in Bretagna: si tratta di una camera funeraria risalente al IV millennio a.C. (Neolitico) e rinvenuta nel 1835 È il sito megalitico più alto della Bretagna e il più lungo dolmen della Francia.
Il sito è classificato come monumento storico dal 1901.

## Ubicazione
Il cairn si trova nella parte meridionale dell'isola di Gavrinis.

## Caratteristiche
Il dolmen misura circa 16 metri in lunghezza e ha un diametro di 50 metri. È costituito da un corridoio lungo 14 metri, formato da 29 pietre e che conduce alla camera funeraria di circa 2,5 di diametro e formata da 50 pietre (la più pesante delle quali pesa circa 17 tonnellate).
23 delle 29 pietre del corridoio sono incise con motivi a spirale raffiguranti, tra l'altro, scudi (il motivo più ricorrente), divinità, asce (presenti in due forme distinte), croci, corna, ecc.

## Storia

### Scavi e studi
Il sito fu esplorato "ufficialmente" per la prima volta nel 1832 dal proprietario dell'isola di Gavrinis.
Tre anni dopo, il sito fu visitato da Prosper Mérimée, ispettore dei monumenti storici, che ricavò alcuni appunti, pubblicati l'anno seguente. In questi appunti, Mérimée si pronunciò in questi termini:
(Un celebre detto sul ponte)
Sempre nel 1835, iniziarono anche i primi scavi.
I primi studi sul cairn furono poi fatti tra il 1881 e il 1886 da G. de Closmadeuc e tra il 1925 e il 1927 dall'archeologo Zacharie Le Rouzic, che fece intraprendere anche un'opera di restauro.
Studi sul cairn di Gavrinis furono effettuati in seguito tra il 1960 e 1970 dall'archeologo Charles Tanguy-Le Roux, direttore dell'istituto delle antichità della Bretagna.
Tra il 1978 e il 1984, il monumento fu sottoposto a restauro.
Nel 1984, fu notata la somiglianza tra i disegni del soffitto del cairn con quelli di altri monumenti megalitici, la Table des Marchands e la grotta di Er Grah e ciò fece supporre che in origine questi disegni facessero parte di un altro monumento megalitco, ben più antico. Secondo l'archeologo Charles Tanguy-Le Roux, si sarebbe trattato di tre parti che avrebbero formato un tempo un menhir alto 14 metri, che si sarebbe trovato nei pressi del grande menhir spezzato di Locmariaquer.

## Le pietre scolpite

### Pietra n. 8
La pietra n. 8 presenta un motivo centrale a forma di scudo, che potrebbe simbologgiare una divinità antropomorfa.

### Pietre n. 9
La pietra n. 9 presenta nella sua sommità due scudi.
Data la particolare struttura dei disegni di questa pietra il pittore cubista Albert Gleizes non esitò a scomodare paragoni con i dipinti dei pittori italiani Daddi e Cimabue.

### Pietra n. 16
La pietra n. 16, che si trova nel lato sinistro in fondo alla camera funeraria presenta nella sua parte centrale uno scudo e nella sua parte inferiore due asce.

### Pietra n. 18
La pietra n. 18, che si trova in posizione laterale rispetto alla camera presenta tre fori che hanno fatto pensare allo stesso Mérimée alla figura di un fantasma In realtà si tratterebbe del risultato di un processo di erosione.
La pietra presenta un tracciato a forma di "V" nella parte superiore e dei disegni simile a delle spirali nella parte inferiore.